# Marianne Britze
Marianne Britze (* 11. Juni 1883 in Bautzen; † 20. Mai 1980 ebenda) gilt als eine der bedeutenden Malerinnen der Oberlausitz des 20. Jahrhunderts.

## Leben
Marianne Britze war die Tochter des wohlhabenden Kaufmanns Kommerzienrat Gustav Heinrich Britze. Die Familie und später auch Marianne Britze bewohnten die Villa Bahnhofstraße 6, in der sich heute das Sorbische Institut befindet. Die Geschichte ihrer Familie ist eng mit dem Unternehmen verbunden, in dem zum ersten Mal der Bautz’ner Senf hergestellt wurde. Sie selbst war aber der Kunst zugeneigt.
Von 1890 bis 1899 besuchte sie die Städtische Höhere Töchterschule Bautzen. 1900 nahm sie ein Jahr lang Privatunterricht in neueren Sprachen, Kunst-, Literatur- und Weltgeschichte, Mal- und Zeichenunterricht. 1900 bis 1901 folgte ein Aufenthalt in Neuchatel/Schweiz. Ab 1904 begann sie in Weimar mit Vorstudien in Malerei und Zeichnen, die sie von 1904 bis 1908 mit privaten Studien in Bautzen fortsetzte. Die Begegnung mit Lyonel Feininger hatte entscheidenden Einfluss auf ihre künstlerische Entwicklung. Es folgte die Ausbildung an der privaten Malschule von Ferdinand Dorsch in Dresden von 1909 bis 1914. Dort lernte sie Conrad Felixmüller kennen, den sie „ihren lieben Freund“ nennt, und bekam sie Kontakt zu den Malern der „Brücke“. 1914 bis 1918 war Marianne Britze Rote-Kreuz-Schwester in einem Bautzener Lazarett. Seit 1919 arbeitete sie freiberuflich in Bautzen. Sie war Mitbegründerin und Geschäftsführerin verschiedener Lausitzer Künstlervereinigungen, darunter 1919 Mitbegründerin der „Freien Künstlervereinigung Bautzen“. 1923 unternahm sie Studienreisen nach Österreich und Italien, vor allem nach Florenz. 1927 wurde sie mit Max Liebermann, Oskar Kokoschka, Otto Dix, Ernst Heckel und Max Beckmann Mitglied im Deutschen Künstlerbund. 1928 wurde sie Mitglied des von Käthe Kollwitz geleiteten Berliner Frauenkunstvereins und der Künstlervereinigung Dresden und pflegte die Freundschaft zu Dix, Felixmüller und Karl Schmidt-Rottluff. Sie war 1933 in Bautzen auf der „5. Ausstellung der Arbeitsgemeinschaft der Lausitzer Bildenden Künstler“, der letzten vor der Machtergreifung der Nationalsozialisten, mit vier Bildern vertreten.
Die Lage Marianne Britzes in der Zeit des Nationalsozialismus war ambivalent. Sie nutzte noch bestehende Möglichkeiten zur künstlerischen Arbeit, hielt sich aber von der nazistischen Ideologie fern. Sie war obligatorisch Mitglied der Reichskammer der bildenden Künste und nachweislich an mindestens neun Ausstellungen beteiligt, u. a. 1944 an der Großen Deutschen Kunstausstellung in München. 1937 führte sie eine Studienreise zur Weltausstellung in Paris. Andererseits gehörte sie schon 1936 zu den Künstlern der letzten Künstlerbund-Ausstellung im Hamburger Kunstverein, die nach nur zehn Tagen vorzeitig von der Reichskunstkammer zwangsgeschlossen wurde. 1937 wurden in der Nazi-Aktion „Entartete Kunst“ ihr Holzschnitt „Bautzen“ (1924) aus dem Stadtmuseum Bautzen beschlagnahmt und danach zerstört. 1945 verlor sie zahlreiche Arbeiten.
1950 wurde Marianne Britze Mitglied im Verband Bildender Künstler der DDR (VBK).
Marianne Britze war, vor allem durch ihre Freundschaft zu Conrad Felixmüller, vom Expressionismus beeinflusst. In ihren Werken bevorzugte sie vor allem zwei Sujets: Das auf einem Felsen erbaute mittelalterliche Bautzen und Blumenmotive.

## Darstellung Marianne Britzes in der bildenden Kunst
- Conrad Felixmüller: "Frauenporträt" Marianne Britze (1912, Radierung, 10,5 × 10,8 cm; Lindenau-Museum Altenburg/Thüringen)
- Conrad Felixmüller: Porträt Marianne Britze (1913, Öl, 67 × 58 cm; Nationalgalerie Berlin)[6]
- Conrad Felixmüller: Marianne Britze (1913, Radierung in Rotbraun, 25,5 × 18,4 cm; Lindenau-Museum)
- Carl Lohse: Die Malerin Marianne Britze (1960, Öl, 60,9 × 79,3 cm; Galerie Neue Meister Dresden)[7]

## Werke (Auswahl)
- Apfelstilleben (1914, Öl. 25 × 33 cm; Nationalgalerie Berlin)[8]
- Alte Stadt am Abend – Bautzen (1920, Öl, 85,5 × 131 cm; Galerie Neue Meister)[9]
- Rhododendron (1920, Öl, 50 × 54 cm; Galerie Neue Meister)[10]
- Amaryllis und Gummibaum (1925, Öl, 80 × 57 cm, Galerie Neue Meister)[11]
- Rittersporn (Pastell; 1944 auf der Großen Deutschen Kunstausstellung)
- Bautzen vom Proitschenberg (Öl, 75 × 112 cm; auf der Ausstellung „Frauenschaffen und Frauengestalten in der bildenden Kunst“)

## Ausstellungen in der Sowjetischen Besatzungszone und der DDR

### Einzelausstellungen
- 1958 Bautzen, Stadtmuseum (zum 75. Geburtstag; mit Rudolf Enderlein)
- 1968 Bautzen, Stadtmuseum (zum 85. Geburtstag)
- 1983 Bautzen, Stadtmuseum (zum 100. Geburtstag)
- 1984 Dresden, Galerie Comenius
- 1988 Frankfurt/Oder, Galerie Junge Kunst
- 2003 Bautzen, Stadtmuseum Bautzen (Leben und Werk; Gemälde, Zeichnung, Druckgrafik)

### Beteiligung an Ausstellungen
- 1946: Dresden, Allgemeine Deutsche Kunstausstellung
- 1948: Bautzen, 2. Jahresausstellung Lausitzer Künstler[12]
- 1960: Berlin, Pavillon der Kunst („Frauenschaffen und Frauengestalten in der bildenden Kunst. 50 Jahre Internationaler Frauentag.“)
- 1974: Frankfurt/Oder, Galerie Junge Kunst („Aquarell, Gouache, Tempera, Pastell“)
- 1976: Dresden, Albertinum („200 Jahre Malerei in Dresden“)